# 叙兰 (卡尔瓦多斯省)
叙兰（法語：Surrain，法語發音：[syʁɛ̃] ⓘ）是法国卡尔瓦多斯省的一个市镇，属于巴约区。

## 地理
叙兰（49°19'38"N, 0°51'50"W）面积7.08 平方千米，位于法国诺曼底大区卡爾瓦多斯省，该省份为法国西北部沿海省份，北濒大西洋英吉利海峡，东北与滨海塞纳省以海上边界相接，东临厄尔省，南至奧恩省，西与芒什省接壤。
与叙兰接壤的市镇（或旧市镇、城区）包括：滨海科勒维尔、贝桑地区芒德维尔、莫勒、福尔米尼拉巴塔耶、滨海欧尔。
叙兰的时区为UTC+01:00、UTC+02:00（夏令时）。

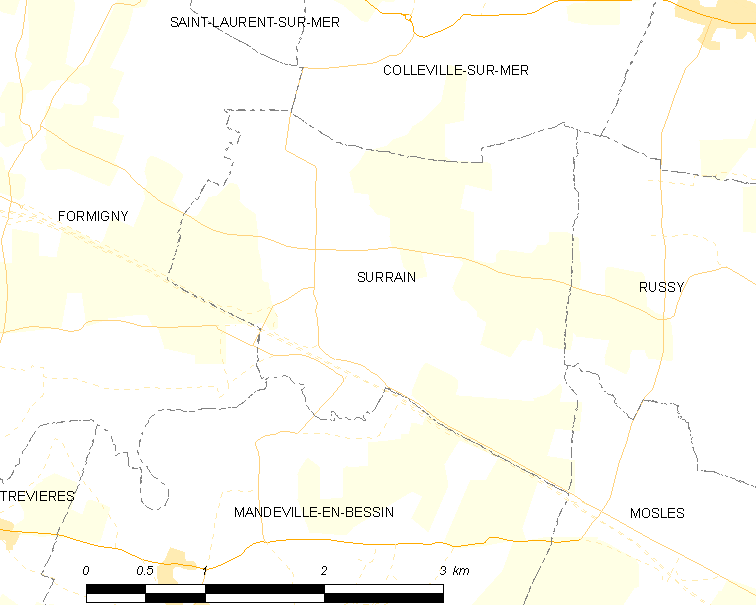
叙兰的OSM定位图

## 行政
叙兰的邮政编码为14710，INSEE市镇编码为14681。

## 政治
叙兰所属的省级选区为特雷维耶尔县。

## 人口

1962-2008年间叙兰人口变化图示

叙兰于2022年1月1日时的人口数量为142人。